# Српско-бугарски ратови (917–924)
Бугарско-српски ратови 917–924 (буг. Българо–сръбски войни от 917–924) били су низ сукоба између Бугарског царства и Кнежевине Србије као део већег византијско-бугарског рата 913–927. Након што су Бугари уништили византијску војску у бици код Анхијала, византијска дипломатија је подстакла Кнежевину Србију да нападне Бугарску са запада. Бугари су се изборили са том претњом и заменили српског кнеза својим штићеником. У наредним годинама две империје су се надметале за контролу над Србијом. Године 924. Срби су поново устали, упали у заседу и поразили малу бугарску војску. Тај преокрет је изазвао велику кампању одмазде која је окончана анексирањем Србије крајем исте године.

## Прелудиј
Убрзо након што је Симеон I (р. 893–927) ступио на престо, успешно је бранио трговинске интересе Бугарске, стекао територију између Црног мора и планина Странџе и наметнуо годишњи данак Византијском царству као резултат византијско– бугарског рата 894–896. Исход рата је потврдио бугарску доминацију на Балкану, али је такође изложио рањивост земље страној интервенцији под утицајем византијске дипломатије. Чим је потписан мир са Византијом, Симеон I је настојао да обезбеди бугарске положаје на западном Балкану. После смрти кнеза Мутимира (р. 850–891), неколико чланова владајуће династије борило се за престо Кнежевине Србије. Године 892. Петар Гојниковић се успоставио као кнез. Године 897. Симеон I је пристао да призна Петра и стави га под своју заштиту, што је резултирало двадесетогодишњим периодом мира и стабилности на западу. Међутим, Петар се није задовољио својим потчињеним положајем и тражио је путеве да оствари независност.
После скоро две деценије мира између Бугарске и Византијског царства, византијски цар Александар (р. 912–913) изазвао је сукоб са Бугарском 913. Симеон I, који је тражио изговор да се супротстави Византијцима да затражи царску титулу за себе, искористио прилику за рат. За разлику од својих претходника, крајња амбиција Симеона I била је да преузме трон Константинопоља као римски цар, стварајући заједничку бугарско-римску државу. Касније те године приморао је Византинце да га признају за цара Бугара и да заруче своју ћерку за малолетног цара Константина VII, што би му утрло пут да постане отац -тавер и царев старатељ. Међутим, након државног удара у фебруару 914. нова византијска влада под контролом мајке Константина VII опозвала је уступке и непријатељства су настављена. Дана 20. августа 917. Византинци су претрпели разарајући пораз од бугарске војске у бици код Ахела која је де фацто ставила Балкан под бугарску контролу. Недељама касније, још један византијски домаћин је тешко поражен у бици код Катасиртаја недалеко од Константинопоља у ноћној борби.

## Ратови
Непосредно пре битке код Ахелеја, Византинци су покушали да створе широку антибугарску коалицију. У оквиру својих настојања, дирахијски стратег Лав Равдух добио је инструкције да преговара са српским кнезом Петром Гојниковићем, који је био бугарски вазал. Петар Гојниковић је одговорио позитивно, али је суд у Преславу био упозорен на преговоре од захумског кнеза Михаила, лојалног савезника Бугарске, а Симеон I је успео да спречи напад Срба.
После победа 917. пут за Цариград је био отворен, али је Симеон I одлучио да се обрачуна са кнезом Петром Гојниковићем пре него што настави даље против Византинаца. Била је послата војска под командом Теодора Сигрице и Мармаиса. Њих двојица су наговорили Петра Гојниковића да их дочека, ухватили су га и послали у престоницу Преслав, где је умро у затвору. Бугари су Петра заменили Павлом Брановићем, унуком кнеза Мутимира, који је дуго живео у Преславу. Тако је Србија до 921. године претворена у марионетску државу.
У покушају да Србију ставе под своју контролу, Византинци су 920. године послали Захарија Прибислављевића, још једног Мутимировог унука, да оспори власт Павла. Захарија су или Бугари ухватили на путу или Павле, који га је уредно предао Симеону I. У сваком случају, Захарије је завршио у Преславу. Упркос неуспеху, Византинци су истрајали и на крају подмитили Павла да промени страну након што су му дали много злата. Као одговор, Симеон I је 921. године послао бугарску војску на челу са Захаријом. Бугарска интервенција је успела, Павле је лако свргнут и поново је бугарски кандидат постављен на српски престо.
Бугарска контрола није дуго трајала, јер је Захарије одрастао у Цариграду где је био под великим утицајем Византинаца. Убрзо је Захарије отворено изјавио своју лојалност Византијском царству и започео непријатељства против Бугарске. Године 923. или 924. Симеон I је послао малу војску коју су предводили Тедор Сигрица и Мармаис, али су упали у заседу и убијени. Захарије је послао њихове главе и оклопе у Цариград. Ова акција је изазвала велики поход одмазде 924. године. Отпремљена је велика бугарска војска, у пратњи новог кандидата Часлава, који је рођен у Преславу од мајке Бугарке. Бугари су опустошили село и натерали Захарија да побегне у Краљевину Хрватску.
Овога пута, међутим, Бугари су одлучили да промене приступ према Србима. Позвали су све српске жупане да се поклоне Чаславу, ухапсили их и одвели у Преслав. Србија је припојена као бугарска покрајина, проширивши њену границу на Хрватску, која је у то време достигла свој врхунац и показала се као опасан сусед. Анексија је била неопходан потез пошто су се Срби показали као непоуздани савезници, а Симеон I је постао опрезан према неизбежном обрасцу рата, мита и бекства. Према књизи Константина VII De Administrando Imperio Симеон I је преселио целокупно становништво у унутрашњост Бугарске, а они који су избегли заточеништво побегли су у Хрватску, остављајући земљу пусту.

## Последице
Бугарско напредовање на Западном Балкану зауставили су Хрвати који су 926. поразили бугарску војску. Слично као у случају Србије, Хрватска је нападнута у контексту византијско-бугарског сукоба, јер је краљ Томислав (р. 910–928) био византијски савезник и гајио непријатеље Бугарске. После смрти Симеона I 27. маја 927. његов син и наследник Петар I (р. 927–969) закључио је повољан мировни уговор са Византинцима, чиме је обезбедио признање царске титуле бугарских владара, независну бугарску патријаршију и годишњу данак.
Упркос овом дипломатском успеху и крају 14-годишњег сукоба, почетак владавине Петра I био је оптерећен унутрашњом нестабилношћу. Млади монарх се суочио са две узастопне побуне његове браће Ивана и Михаила. Српски кнез Часлав је искористио унутрашње проблеме Петра I. 928. или 931. успео је да побегне из Преслава и да потврди независност Србије од Бугарске под византијским господством. Уз византијску финансијску и дипломатску подршку успео је да поново насели и реорганизује земљу.